# 出雲市自動車部
出雲市自動車部（いずもしじどうしゃぶ）は、島根県出雲市を中心にかつてバスを運営していた出雲市の地方公営企業。通称は「出雲市営バス」。市民には「みどりのバス」とも愛称された。
なお現在、出雲市は「平田生活バス」「佐田福祉バス」「多伎循環バス」としてバスを運行しているが、自家用マイクロバスを使用したいわゆる「80条バス」であり、直接の関係はない。

## 概要
出雲市において市営バス事業が計画されたのは、戦後すぐのことである。当時市内には国鉄バス・一畑電気鉄道が路線バスを走らせていたが、いずれも郊外・長距離客に重点を置いた路線体系となっており、短距離の市内交通に関しては全くの空白状態となっていた。また、市街地の北・高浜地区の住民は道がそのまま市街地までつながっているにもかかわらず直通する交通機関がないため、一畑電気鉄道で大回りをするか歩くかせざるを得ず、大きな不便を強いられていた。
これを解決するために乗り出したのが出雲市当局であった。この時期は全国の地方都市で戦争直後の混乱により生じた市内交通の欠を補うために公営バス事業が多く開始された時期であり、出雲もそのような例の1つであった。
その結果、1950年（昭和25年）8月5日に「出雲市運輸課」が設置され、同年9月3日に大津神立橋-知井宮駅（現在の西出雲駅）間が開業することになった。大津神立橋は市街地の東端にある斐伊川の橋であり、同路線は市街地を東西に横切るものであった。続いて同年11月1日には市街地と高浜地区を南北に結ぶ出雲今市駅（現在の出雲市駅） - 高浜駅 - 矢尾町間の路線が開業し、十字型の路線網が形成された。わずか3台のバスでの営業開始であったが、空白地帯の需要を拾おうとした市側のねらい通り、市民に大好評を博すことになった。
あっという間に人気者となった市営バスに舞い込んできたのが、市内の学校や各種団体、官公庁による貸切バス運行の要望であった。市としても近隣自治体からの視察受け入れに貸切バスの必要性を感じていたことから、1951年（昭和26年）4月1日から観光バスの営業も開始した。
1951年（昭和26年）には自然公園や公共施設利用者の足を確保するため出雲今市駅 - 松寄下町間、また遙堪地区の空白地帯を埋めるため姫原-常松-平野間の開業を申請したが、前者は全線却下、後者も常松より先は却下され、結局1952年（昭和27年）5月1日に姫原 - 常松間が開業しただけに留まった。一方今市 - 矢尾町間の路線は路線延長が行われ、1952年（昭和27年）9月1日には矢尾町 - 日下町間が、1958年（昭和33年）5月30日には日下町-大寺間が開業して同線は逆L字型の路線となった。
この頃になると再び新規路線の開業が始まり、1956年（昭和31年）12月28日には先に出願した松寄下町への路線の復活のような形で出雲今市駅 - 自衛隊前間が開業し、市営バスの路線は4路線となった。
そんな中、行政機構改革により運輸課は企業部に移されることになり、1960年（昭和35年）4月1日に「出雲市企業部自動車課」へ改組された。翌1961年（昭和36年）6月には現在の健康文化センターの場所に庁舎・車庫ごと移転している。のちに自動車課は「出雲市自動車部」に再改組されている。
改組後、1961年（昭和36年）7月26日に出雲市駅（旧出雲今市駅、1957年に改称） - 自衛隊前間の路線が延伸され自衛隊前 - 崎屋間が開業。1963年（昭和38年）3月25日からは出雲市駅 - 大寺間の路線と一本化され、大寺 - 出雲市駅 - 自衛隊前 - 崎屋間の運転となった。ただし自衛隊前 - 崎屋間については1965年（昭和40年）12月30日に出雲市駅 - 浜町間の開業により廃止となった。
1966年（昭和41年）12月23日には神立橋の一つ南にある南神立橋の西詰に近い来原から知井宮駅へ至る路線が開業。これにより市営バスは5路線となり、出雲市駅を中心に放射状に路線を広げる形になった。
しかし一方で市内でバス事業の大半を占めている一畑電鉄バスの存在は無視出来ず、1960年頃から乗客離れが進んで収支が赤字に転落し、市の財政を圧迫するようになった。そしてついに1968年（昭和43年）1月24日に市長が市営バス事業の2月29日付での廃止を表明、事業廃止条例を市議会に提出すると発表した。
これに猛然と反発し反対を表明したのが、自動車部の労働組合であった出雲市交通労働組合（以下「市交通労組」）であった。実は市長は同労組に廃止の話を事前に伝えておらず、それが激昂を買ったのである。市交通労組は同じ市の労組や関連労組とともに「出雲市営バスを守る共闘会議」（のちに「市営バスを守る住民共闘会議」と改称、以下「共闘会議」）を組織し、市に対して直ちに団体交渉を申し入れた。
この団交は徹夜で行われたものの、断固廃止の市側・断固存続の共闘会議側とまるきり平行線で、結局物別れとなったまま翌25日を迎え、市議会で事業廃止条例の審議が行われることになった。しかし共闘会議側はこのままでは採決を行わせまいと、昼の休み時間で議員が外に出たのを見計らって議事室前に座り込みを行った。その人数150人に上り、退去を求めても一切動かないことから、市はやむなく警官隊の出動を要請。一時強制排除に至りかけたが、「話し合いをもう一度したい」という共闘会議の意思を尊重し、再び話し合いを行って退去させた。このような事態は出雲市では前代未聞のことであり、地元紙の『島根新聞』（現在の『山陰中央新報』）でも三面記事で取り上げられたりと、市民のみならず広く県民の耳目も驚かす結果となった。なお先に行われた団交の影響で、この日は午前中いっぱい市営バスが運休になった。
座り込みの自主退去後行われた市議会では圧倒的多数の賛成により事業廃止条例が可決され、市営バス事業は2月29日付、もしくはそれを過ぎて認可が下りた場合はそこから10日後に廃止と決定された。しかし共闘会議は反対の意思を崩さず、街宣車で廃止反対を呼びかけたり、市役所に赤旗や廃止反対の看板を林立させたり、署名を募ったりと市内で大規模な運動を行い、市内は一時期騒然とした。
そして2月に入った2月19日、共闘会議は住民らとともに3000人規模の廃止反対デモを行い、25日の団体交渉で納得の行く回答が得られない場合は26日にストライキを打つと宣言した。この時点でまだ運輸省が廃止認可を出しておらず、事業廃止条例が予定している2月29日付の廃止が難しいと見込まれていたことによる処置であった。
だが、ここで事態が大きく動いた。25日の団体交渉の結果、共闘会議を構成している市交通労組が11ヶ条からなる条件を市側が飲むことを条件に和解し、事業廃止を容認したのである。共闘会議はこれを「市交通労組による独行行為」としてあくまで徹底抗戦を唱え、署名を市に提出。事業廃止条例を廃止する条例を議会に提出するところまで持ち込むが、結局3月29日に否決された。
そして翌日の3月30日、自動車部は労使の真っ向からの対立という大騒動の中、全路線を一畑電気鉄道に譲渡して解散、あわただしく19年間の歴史に幕を下ろしたのであった。

## 年表
- 1950年（昭和25年）8月5日 - 出雲市運輸課発足。
- 1950年（昭和25年）9月3日 - 市営バス営業開始。大津神立橋-知井宮駅間開業。
- 1950年（昭和25年）11月1日 - 出雲今市駅-矢尾町間開業。
- 1951年（昭和26年）4月1日 - 貸切バス事業営業開始。
- 1952年（昭和27年）5月1日 - 出雲今市駅-常松間開業。
- 1952年（昭和27年）9月1日 - 出雲今市駅-矢尾町間の路線を日下町まで延長。
- 1956年（昭和31年）12月28日 - 出雲今市駅-自衛隊前間開業。
- 1958年（昭和33年）5月30日 - 出雲市駅（旧出雲今市駅）-矢尾町-日下町間の路線を大寺まで延長。
- 1960年（昭和35年）4月1日 - 行政改革により出雲市企業部自動車課となる。のちに出雲市自動車部に改組。
- 1961年（昭和36年）6月 - 庁舎・車庫移転。
- 1961年（昭和36年）7月26日 - 出雲市駅-自衛隊前間の路線を崎屋まで延長。
- 1963年（昭和38年）3月25日 - 出雲市駅-矢尾町-日下町-大寺間の路線と出雲市駅-自衛隊前-崎屋間の路線を一本化。
- 1965年（昭和40年）12月30日 - 出雲市駅-浜町間開業。自衛隊前-崎屋間廃止。
- 1966年（昭和41年）12月23日 - 来原-知井宮駅間開業。
- 1968年（昭和43年）1月24日 - 市長、市営バス事業廃止を表明。反発した自動車部の労組・出雲市交通労働組合が「出雲市営バスを守る共闘会議」（のち「市営バスを守る住民共闘会議」と改称、以下「共闘会議」）を結成、即日交渉行われる。
- 1968年（昭和43年）1月25日 - 市営バス事業廃止条例審議。共闘会議の座り込みによる警官隊出動騒動ののち、賛成多数で可決。
- 1968年（昭和43年）2月19日 - 共闘会議、市内で3000人規模のデモ。25日の団交を要求。
- 1968年（昭和43年）2月25日 - 出雲市交通労働組合、市と和解し廃止を容認。共闘会議、「独行」として抗戦を表明し、廃止反対の署名提出。
- 1968年（昭和43年）3月29日 - 市営バス事業廃止条例を廃止する条例否決。市営バス事業廃止決定。
- 1968年（昭和43年）3月30日 - 一畑電気鉄道に路線を譲渡し解散。

## 路線
以下、1968年の解散時のものを示す。
- 大津神立橋 - 知井宮駅
- 大寺 - 日下町 - 矢尾町 - 出雲市駅 - 自衛隊前
- 出雲市駅 - 常松
- 出雲市駅 - 浜町
- 来原 - 知井宮駅

## 参考資料
- 出雲市編『出雲市誌』（出雲市刊、1951年）
- 出雲市編『出雲市三十年誌』（出雲市刊、1973年）
- 島根新聞社編『島根新聞』（島根新聞社刊）
- 運輸省編『旅客自動車・島根県（二）』（運輸省文書）
- 運輸省編『旅客自動車・島根県（三）』（運輸省文書）
- 運輸省編『旅客自動車・島根県（五）』（運輸省文書）